# Jean de La Rivière
Ne doit pas être confondu avec Jean Ribit de la Rivière.
Pour les articles homonymes, voir Bureau et La Rivière.
Jean IV de la Rivière (~1338 - † 1365) est chevalier du régent, diplomate et premier chambellan de Charles V. Seigneur de la Rivière près de Couloutre (Nièvre), il est aussi appelé Jean Bureau de la Rivière.

## Biographie
Il est le fils aîné de Jean II de la Rivière (? - † 1346 ou 1349) et d’Ysabeau d’Anguerant (? - † 1363). Son grand-père, Jean 1er (?-1327), un serf anobli, était seigneur de la Rivière, Perchain, Brinon et Champallement.

### Le premier chambellan du roi
En 1358, Jean III de la Rivière quitta le Nivernais et arriva à Paris où il entra au service du Dauphin Charles grâce à l’appui de son oncle Jean d’Anguerant, membre du Parlement. En novembre de cette même année, il fut nommé chambellan.
Le 19 mai 1364, à Reims, l’archevêque Jean III de Craon oignit Charles V. Pierre Ier de Lusignan, roi de Chypre, qui assistait au sacre, rencontra pour la première fois Jean de la Rivière. Peu après la cérémonie, le roi nomma ce dernier au poste de premier chambellan. Au cours du mois de juillet, en tant que capitaine de Vernon, il participa au siège d’Évreux avec le maréchal Mouton de Blainville. Le conflit fini, il fut chargé par le roi de missions diplomatiques tant en Flandre qu’en Bretagne.

### Le croisé d'Alexandrie

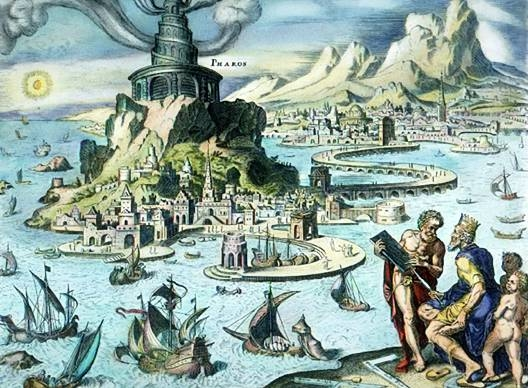
Le phare et la ville d'Alexandrie tels qu'ils étaient imaginés au XVIe siècle (gravure de Martin Heemskerck)

Pierre Ier de Lusignan, au cours de l’année 1365, visita nombre de Cours d’Europe pour engager leurs souverains dans le sainct voyage d’oultre mer. À la fin du mois de juin, la flotte des croisés put quitter Venise. Après une escale à Rhodes, à la mi-juillet, elle cingla vers Alexandrie, en Égypte.
Pierre Thomas, patriarche de Constantinople, était le légat d’Urbain V. Quant au roi de France, il avait délégué quelques barons dont Guillaume III Roger de Beaufort, vicomte de Turenne, Gantonnet d'Abzac et Jean de la Rivière, son premier chambellan.
Le port égyptien rival de Famagouste, le grand port chypriote, fut consciencieusement pillé du vendredi 10 au lundi 13 octobre. Puis, les croisés, chargés d’un énorme butin d’épices, d’armes et d’étoffes précieuses, considérant leur mission accomplie firent voile vers Chypre.
Jean de la Rivière décéda à Famagouste au cours de l’année 1365. La mort de son premier chambellan toucha profondément Charles V qui, en sa mémoire, fit célébrer un service funèbre qu’il honora de sa présence. Puis, quand il testa, le roi légua une somme destinée à lui ériger une chapelle. Mais Jean eut un remplaçant tout trouvé en la personne de son cadet Bureau de la Rivière. Celui-ci, plus peut-être que son frère, devint l’un des plus grands administrateurs du royaume de France et l’un des plus illustres Marmousets.